# Österreichische Fußball-Bundesliga
La Österreichische Fußball-Bundesliga, letteralmente Lega federale austriaca di calcio, è l'organo che gestisce i più importanti campionati di calcio in Austria. Fu fondata nel 1991 e ha sede a Vienna. È un membro fondatore di European Leagues.
Conta 26 club membri e organizza i due campionati professionistici di Bundesliga ed 2ª Liga.

## Storia
Il professionismo nel calcio approdò in Austria con la Wiener Fußball-Verband, nel 1924. Ma fu solo dopo la seconda guerra mondiale, nel 1949, che nacque un'organizzazione che raccogliesse le società professionistiche del Paese: era la Österreichische Fußball-Staatsliga, che governava i campionati di prima (Staatsliga A) e seconda (Staatsliga B) divisione. Nel 1974, però, la federazione sciolse d'ufficio la lega e si fece carico dell'organizzazione dei campionati. Solo nel 1991 i club costituirono nuovamente un'associazione autonoma, la Österreichische Fußball-Bundesliga appunto, operativa dal 1º dicembre di quell'anno. Formalmente è un'associazione no profit.
È costituita in forma di eingetragener Verein ed è uno dei 10 membri della federazione, insieme alle 9 federazioni calcistiche di land.
Il 6 dicembre 2013 Hans Rinner è stato rieletto presidente ed affronta il suo secondo mandato consecutivo, il quale scadrà nel 2017. Al torneo cadetto prendono parte anche squadre riserva di club professionistici.

### Presidenti
- 1991-1996: Hans Reitinger
- 1996-1999: Gerhard Skoff
- 1999-2006: Frank Stronach
- 2006-2009: Martin Pucher
- dal 2009: Hans Rinner

## Organico odierno
La Österreichische Fußball-Bundesliga annovera le società professionistiche austriache. I membri possono ridursi per la possibile presenza di qualche squadra riserve.

## Consiglio direttivo

### Senato
La Bundesliga si suddivide in senate, ognuno dei quali ha specifiche funzioni.
- Senat 1: responsabile della disputa dei campionati di Bundesliga e Erste Liga, commina le sanzioni sportive.
- Senat 2: funge da arbitro nelle dispute di natura finanziaria.
- Senat 3: responsabile della gestione delle risorse economiche e finanziarie della lega.
- Senat 4: raggruppa e coordina l'attività arbitrale della lega.